# Pepón Nieto
Pepón Nieto, pseudonimo di José Antonio Nieto Sánchez (Madrid, 20 gennaio 1967), è un attore spagnolo.

## Biografia
Ha fatto il suo debutto cinematografico in Días contados (1994). Nel 2014 ha interpretato il ruolo di Fanfa ne L'eunuco di  Publio Terenzio Afro, una commedia diretta da Pep Antón Gómez per il Festival Internazionale del Teatro Classico di Mérida. Tra il 2014 e il 2015 ha interpretato Fortunato Castro nella serie pomeridiana di Antena 3 Amar es para siempre. Nieto ha fatto coming out nel 2016.

## Filmografia
- Días contados, regia di Imanol Uribe (1994)
- Luismi (1995)
- La boutique del llanto (1995)
- Morirás en Chafarinas (1995)
- Más que amor, frenesí (1996)
- Asuntos internos (1996)
- Lucrecia (1996)
- Suerte (1997)
- Perdona bonita, pero Lucas me quería a mí (1997)
- El tiempo de la felicidad (1997)
- Cosas que dejé en La Habana (1997)
- Allanamiento de morada (1998)
- El grito en el cielo (1998)
- Los años bárbaros (1998)
- Pepe Guindo (1999)
- Llombai (2000)
- Hombres felices (2001)
- La marcha verde (2002)
- Los novios búlgaros (2003)
- ¡Descongélate! (2003)
- È già ieri, regia di Giulio Manfredonia (2004)
- Chuecatown, regia di Juan Flahn (2007)
- Le streghe son tornate (Las brujas de Zugarramurdi), regia di Álex de la Iglesia (2013)
- Mi gran noche, regia di Álex de la Iglesia (2015)
- El intercambio (2017)
- Perfectos desconocidos, regia di Álex de la Iglesia (2017)
- Lo nunca visto (2019)
- Un efecto óptico (2020)
- Mañana es hoy (2022)
- Smiley (2022)